# Třída Tribal (1905)
Třída Tribal (jinak též třída F) byla třída torpédoborců britského královského námořnictva z období první světové války. Celkem bylo postaveno 12 torpédoborců této třídy. Ve službě byly v letech 1908–1920. Byly nasazeny v světové válké. Ve službě byly čtyři ztraceny, přičemž spojením zádě HMS Nubian a přídě HMS Zulu vznikl nový torpédoborec, který byl do rejstříku zapsán jako HMS Zubian, a jako ztráta bylo odepsáno plavidlo označené jako Nulu.

## Stavba
Celkem bylo v letech 1908-1910 postaveno 12 torpédoborců této třídy. Nejprve byla postavena první skupina pěti plavidel a následně druhá skupina sedmi plavidel. Do stavby se zapojily loděnice Cammell Laird & Company (Cammell Laird) v Birkenheadu, J. Samuel White & Company (White) v Cowesu, R. & W. Hawthorn, Leslie & Company (Hawthorn Leslie) v Hebburnu, Sir W. G. Armstrong Whitworth & Company (Armstrong) v Elswicku, John I. Thornycroft & Company (Thornycroft) ve Woolstonu, William Denny & Brothers (Denny) v Dumbartonu, Palmers Shipbuilding & Iron Company (Palmers) v Jarrow a Chatham Dockyard (Chatham) v Chathamu. Torpédoborce byly do služby přijaty v letech 1908–1910.
Jednotky třídy Tribal:
| Jméno        | Loděnice        | Založení kýlu | Spuštěn           | Vstup do služby | Osud |
| ------------ | --------------- | ------------- | ----------------- | --------------- | --- |
| HMS Cossack  | Cammell Laird   | 1905          | 16. února 1907    | březen 1908     | Prodán do šrotu 1919. |
| HMS Mohawk   | White           | 1906          | 15. března 1907   | červen 1908     | Prodán do šrotu 1919. |
| HMS Ghurka   | Hawthorn Leslie | 1906          | 29. dubna 1907    | prosinec 1908   | Dne 8. února 1917 se potopil na mině poblíž východoanglického Dungeness. |
| HMS Afridi   | Armstrong       | 1906          | 8. května 1907    | září 1909       | Prodán do šrotu 1919. |
| HMS Tartar   | Thornycroft     | 1905          | 25. června 1907   | duben 1908      | Prodán do šrotu 1921. |
| HMS Saracen  | White           | 1907          | 31. března 1908   | červen 1909     | Prodán do šrotu 1919. |
| HMS Amazon   | Thornycroft     | 1907          | 29. července 1908 | duben 1909      | Prodán do šrotu 1919. |
| HMS Crusader | White           | 1908          | 20. března 1909   | říjen 1909      | Prodán do šrotu 1920. |
| HMS Nubian   | Thornycroft     | 1908          | 20. dubna 1909    | srpen 1909      | Dne 27. října 1916 byl těžce poškozen v bitvě v Doverské úžině a přišel o příď včetně můstku. Torpédoborec byl rekonstruován s využitím přídě těžce poškozeného torpédoborce Zulu. |
| HMS Maori    | Denny           | 1908          | 24. května 1909   | listopad 1909   | Dne 7. května 1915 se u belgického pobřeží potopil na mině. |
| HMS Viking   | Palmers         | 1908          | 14. září 1909     | červen 1910     | Prodán do šrotu 1919. |
| HMS Zulu     | Hawthorn Leslie | 1908          | 16. září 1909     | březen 1910     | Těžce poškozen. Vyřazen 8. listopadu 1916. Část využita pro kompletaci torpédoborce Zubian.                                                                                        |
| HMS Zubian   | Chatham         | 1916          | –                 | červenec 1917   | Dne 8. listopadu 1916 při výbuchu miny přišel o záď. Torpédoborec byl rekonstruován s využitím střední části a zádě těžce poškozeného torpédoborce Nubian.                         |

## Konstrukce

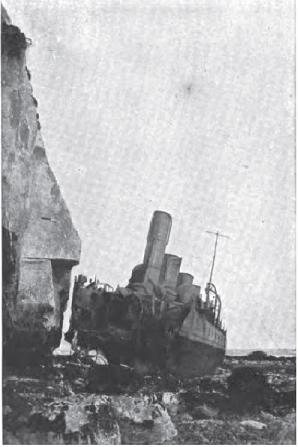
HMS Nubian

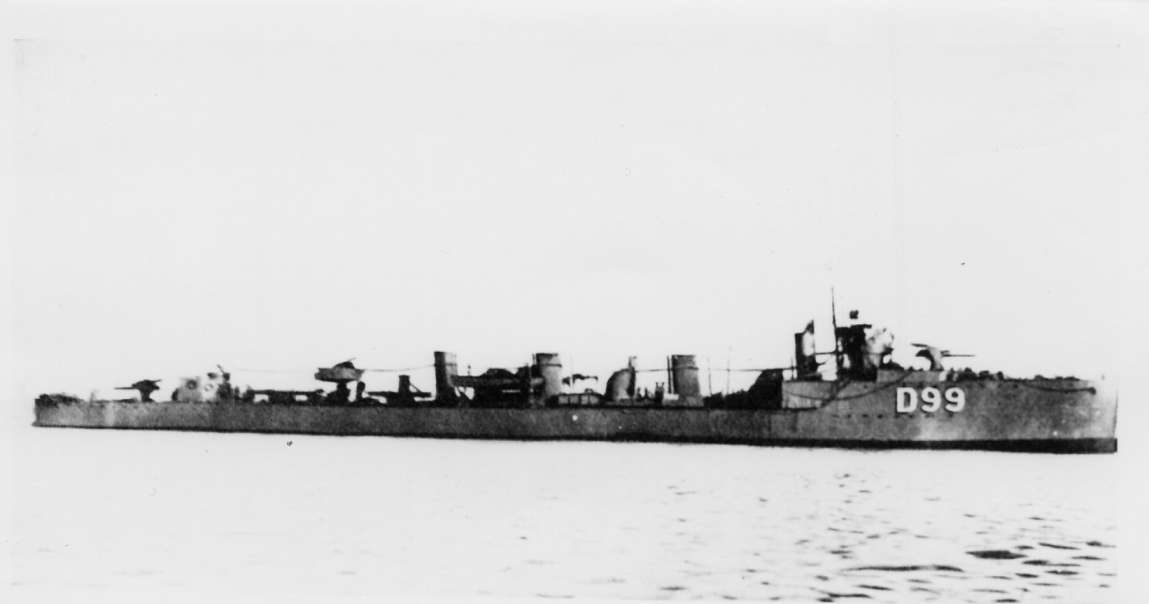
HMS Zubian

Jednotlivá plavidla se lišila svými rozměry a použitým pohonným systémem. Základní výzbroj plavidel první skupiny představovaly tři 76mm kanóny a dva jednohlavňové 450mm torpédomety. Plavidla druhé skupiny nesla dva 102mm kanóny a dva jednohlavňové 450mm torpédomety. Pohonný systém tvořilo pět až šest kotlů pohánějících tři turbíny o výkonu 14 000 hp, roztáčející tři lodní šrouby. Nejvyšší rychlost dosahovala 33 uzlů.

## Operační služba
Britské královské námořnictvo třídu provozovalo v letech 1910–1921. Nasadilo je za první světové války. Ve službě byly ztraceny čtyři jednotky. Z nepoškozených částí těžce poškozených torpédoborců Nubian a Zulu byl následně v loděnici Chatham sestaven „nový“ torpédoborec, pojmenovaný Zubian-